# 里美村
里美村（さとみむら）は、かつて茨城県久慈郡に置かれていた村である。
合併により、現在は常陸太田市里美地区となっている。

## 地理
- 山：三鈷室山、妙見山、鍋足山、花立山
- 河川：里川

### 隣接していた自治体
- 茨城県
  - 日立市
  - 高萩市
  - 多賀郡十王町
  - 久慈郡水府村
  - 久慈郡大子町
- 福島県
  - 東白川郡矢祭町
  - 東白川郡塙町

## 歴史

### 年表
- 1956年（昭和31年）9月1日 - 小里村と賀美村が合併し里美村が発足。
- 1991年（平成3年）10月 - クリストとジャンヌ=クロードの『アンブレラ 日本-アメリカ合衆国、1984-91』開催。
- 1993年（平成5年）4月1日 - 国道461号が制定。
- 2004年（平成16年）12月1日 - 里美村は水府村・金砂郷町とともに常陸太田市に編入され、消滅。

### 行政区域変遷
- 変遷の年表

| 里美村村域の変遷（年表） | 里美村村域の変遷（年表） | 里美村村域の変遷（年表） |
| 年                       | 月日                     | 旧里美村村域に関連する行政区域変遷 |
| ------------------------ | ------------------------ | --- |
| 1889年（明治22年）       | 4月1日                   | 町村制施行に伴い、以下の村がそれぞれ発足。 - 小里村 ← 小中村・大中村・小妻村・徳田村・里川新田 - 賀美村 ← 上深荻村・小菅村・大菅村・折橋村 |
| 1956年（昭和31年）       | 9月1日                   | 小里村は賀美村ととも合併し里美村が発足。                                                                                                   |
| 2004年（平成16年）       | 12月1日                  | 里美村は水府村・金砂郷町とともに常陸太田市に編入され、消滅。                                                                               |

- 変遷表

|  | 小中村   | 小里村 | 昭和31年9月1日 里美村 | 平成16年12月1日 常陸太田市に編入 | 常陸太田市 |
|  | 大中村   | 小里村 | 昭和31年9月1日 里美村 | 平成16年12月1日 常陸太田市に編入 | 常陸太田市 |
|  | 小妻村   | 小里村 | 昭和31年9月1日 里美村 | 平成16年12月1日 常陸太田市に編入 | 常陸太田市 |
|  | 徳田村   | 小里村 | 昭和31年9月1日 里美村 | 平成16年12月1日 常陸太田市に編入 | 常陸太田市 |
|  | 里川新田 | 小里村 | 昭和31年9月1日 里美村 | 平成16年12月1日 常陸太田市に編入 | 常陸太田市 |
|  | 上深荻村 | 賀美村 | 昭和31年9月1日 里美村 | 平成16年12月1日 常陸太田市に編入 | 常陸太田市 |
|  | 大菅村   | 賀美村 | 昭和31年9月1日 里美村 | 平成16年12月1日 常陸太田市に編入 | 常陸太田市 |
|  | 小菅村   | 賀美村 | 昭和31年9月1日 里美村 | 平成16年12月1日 常陸太田市に編入 | 常陸太田市 |
|  | 折橋村   | 賀美村 | 昭和31年9月1日 里美村 | 平成16年12月1日 常陸太田市に編入 | 常陸太田市 |

## 姉妹都市

### 海外
- ラ・トリニダード（フィリピンベンゲット州）

## 地域

### 教育
- 高等学校
  - 茨城県立里美高等学校
- 中学校
  - 里美村立里美中学校
- 小学校
  - 里美村立小里小学校
  - 里美村立賀美小学校
- 幼稚園
  - 里美村立里美幼稚園

## 交通

### 道路
- 一般国道
  - 国道349号
  - 国道461号
- 主要地方道
  - 茨城県道22号北茨城大子線
  - 茨城県道36号日立山方線
  - 茨城県道60号十王里美線
- 一般県道
  - 茨城県道245号上君田小妻線

## 里美村を舞台とした作品
- 現代芸術家クリストとジャンヌ=クロードによる「アンブレラ・プロジェクト」（1991年、アメリカ合衆国カリフォルニア州と茨城県里美村、常陸太田市、日立市で同時開催）
- テレビドラマ『TRICK』（2000年）で『母之泉』のロケ地となった。
- 連続テレビ小説『ひよっこ』において、1964年に村内で自主聖火リレーを行なった史実を元にしたシーンが登場した[2][3]。